# Aanbodcurve

Een voorbeeld van een naar beneden verschuivende aanbodcurve (S1 → S2)

In de economie is de aanbodcurve of een grafiek die de relatie afbeeldt tussen de prijs van een bepaald goed en de hoeveelheid ervan, die de producent wenst en in staat is om tegen die gegeven prijs aan te bieden.
De aanbodcurve is een grafische weergave van een aanbodschema. De aanbodcurve voor alle producenten bij elkaar opgesteld volgt uit de aanbodcurve van elke individuele producent: bij elke prijs worden de individuele aanbiedingen bij elkaar opgeteld. De aanbodcurve verloopt meestal stijgend.